# Wola Brzeziańska
Wola Brzeziańska – część wsi Brzezna w Polsce, położona w województwie małopolskim, w powiecie nowosądeckim, w gminie Podegrodzie.